# Pásztor Erika Katalina
Pásztor Erika Katalina (Gyula, 1961. augusztus 18. – Budapest, 2017. október 30.) magyar építész, médiaművész, építészeti szakíró, az Építészfórum főszerkesztője.

## Élete
1979- 1984 között végezte el a Budapesti Műszaki Egyetem Építészmérnöki Karát, majd 1985-1989 között a Magyar Iparművészeti Főiskola Vizuális Kommunikáció Tanszékének audiovizuális szakát. Részt vett a Budapesti Corvinus Egyetem Vezetőképző Intézetének posztgraduális képzésében, ahol üzleti kommunikációt hallgatott, majd 2007-ben a Magyar Képzőművészeti Egyetemen intermédia doktori fokozatot szerzett.
1984-1992 között építészeti tervezéssel foglalkozott. 1989-től 18 éven keresztül a Magyar Iparművészeti Főiskola Vizuális Kommunikáció Tanszékének oktatójaként dolgozott, 2003-2006 között a videó szak vezetőjeként. Emellett 1989-1991 között az Magyar Televízió Híradójának grafikai tervezésében is részt vett. 1990-1995 között art directorként dolgozott, 1993-1995 között a Wonderland animációs stúdióban, majd 1995-től az AW stúdió médiaművészeti vezetőjeként. 1998-ban önálló stúdiót alapított. 2000-ben Vargha Mihállyal megalapította az Építészfórum online építészeti szaklapot, amelynek előbb lapigazgatójaként, majd 2010-től haláláig megbízott, majd kinevezett főszerkesztőjeként dolgozott. 
1990-től a Balázs Béla Stúdió tagja. Az 1980-as évek végétől számos videó- és médiaművészeti fesztiválon vett részt. A Budapesti Kommunikációs Főiskola média design szakának alapítója 2009-ben.
A komáromi temetőben nyugszik.

## Díjai
- 1990: Rubik-ösztöndíj
- 1996: EMARE médiaművészeti ösztöndíja, Tornitz
- 1997: Soros Alapítvány C3 munkaösztöndíja
- 2013: Ezüst Ácsceruza díj

## Emlékezete
Emlékére alapította az Építészfórum a Perika-díjat, amelyet a Média Építészeti Díjával egyidőben, először 2018-ban adtak át.